# Hermann Bollinger
Hermann Bollinger (* 18. Juni 1937 in Boppard am Rhein; † 18. Juli 2015) war ein deutscher Politiker (CDU).

## Biografie
Bollinger wohnte seit 1946 in Raddingsdorf. Er besuchte die Volks- und die Berufsschule, machte eine Lehre zum Huf- und Wagenschmied und eine Weiterbildung zum Landmaschinen- und Traktorenschlossermeister. Er war danach als Elektromonteur und Kraftfahrzeugelektriker tätig. Von 1958 bis 1990 gehörte er einer landwirtschaftlichen Produktionsgenossenschaft an, zuletzt war er Lagerverwalter in der LPG Schlagsdorf.
Bollinger trat 1960 in die CDU ein. Im November/Dezember 1962 leistete er sechs Wochen Reservistendienst in der NVA. Für die CDU saß er von 1963 bis 1999 im Rat der Gemeinde Rieps, deren Bürgermeister er von 1993 bis 1999 war. Von 1990 bis 1998 und noch einmal von 2001 bis 2002 gehörte er dem Landtag von Mecklenburg-Vorpommern an. Bei der ersten Wahl 1990 erhielt er das Direktmandat im Wahlkreis Grevesmühlen – Gadebusch, 1994 im Wahlkreis Nordwestmecklenburg I. In dieser Zeit war er Schriftführer im Landtag und Vorsitzender des Innenausschusses. Bei der Landtagswahl 1998 verlor er sein Mandat, doch rückte er am 20. Juli 2001 für Jürgen Seidel ins Parlament nach.
Bollinger war verheiratet und Vater von sechs Kindern.